# 5 de marzo
El 5 de marzo es el 64.º (sexagésimo cuarto) día del año en el calendario gregoriano y el 65.º en los años bisiestos. Quedan 301 días para finalizar el año.

## Acontecimientos
- 1223 a. C.: en Ugarit (actual Siria) un astrólogo escribe la fecha de un eclipse total. La tablilla con la inscripción será encontrada en 1948.[1]
- 1179: comienza el III Concilio de Letrán.
- 1329: en el Reino de Navarra, Juana II y su marido Felipe de Évreux son coronados reyes.
- 1535: en Perú se funda la aldea de Trujillo.
- 1616: la Iglesia católica condena el libro de Copérnico que demuestra que el Sol no gira alrededor de la Tierra.
- 1644: en Valencia, el rey de España funda la Primera Galera (cárcel femenina).
- 1651: en el mar del Norte, una marea ciclónica rompe diques en la costa de los Países Bajos. Mueren pocas personas.
- 1701: en Venezuela se funda la aldea de Maracay, hoy ciudad.
- 1770: en Boston (Massachusetts), soldados británicos contienen un disturbio provocando la muerte de cinco civiles (masacre de Boston). Este hecho es considerado el comienzo de la lucha por la independencia de Estados Unidos.
- 1766: Antonio de Ulloa, primer gobernador español de Luisiana, llega a Nueva Orleans.
- 1838: en España fracasa el ataque carlista a Zaragoza.
- 1847: en España, la reina Isabel II autoriza al Ayuntamiento de Sevilla a celebrar la Feria de Abril.
- 1848: en Francia se establece el sufragio universal masculino.
- 1860: en España, la reina Isabel II crea por decreto la Meteorología Oficial en España.
- 1878: en República Dominicana, Cesáreo Guillermo y Bastardo inicia su primer mandato como presidente.
- 1901: en España se forma un nuevo Gobierno presidido por Práxedes Mateo Sagasta.
- 1904: en Buenos Aires se funda el Club Atlético San Telmo.
- 1907: en Rusia se celebra la sesión inaugural del Segundo Parlamento Ruso (Duma).
- 1916: en Mallorca se funda el club de fútbol Real Club Deportivo Mallorca.
- 1916: en Brasil se hunde el barco español Príncipe de Asturias con más de 500 pasajeros a bordo.
- 1918: Rumanía firma la paz con las potencias centrales europeas.
- 1920: en Moscú (Unión Soviética) los hermanos escultores Anton Pevsner (1888-1962) y Naum Gabo (1890-1977) publican su Manifiesto realista.
- 1927: en Cádiz (España) se bota el buque-escuela Juan Sebastián Elcano.
- 1929: en Chile, se funda la aerolínea LAN Chile, actualmente llamada LAN Airlines.
- 1931: en Venezuela, es fundado el Partido Comunista de Venezuela.
- 1933: en Alemania, el Partido Nazi gana las elecciones con el 43.9 % de los votos.
- 1933: en el marco de la Gran Depresión, el presidente Franklin D. Roosevelt declara un feriado bancario ―cerrando todos los bancos del país y congelando todas las transacciones financieras― hasta el 13 de marzo.
- 1939: en Madrid, en el transcurso de la guerra civil española, se constituye el Consejo Nacional de Defensa para propiciar la rendición republicana ante los franquistas.
- 1941: en Etiopía, una vez que los británicos derrotaron a los italianos, el emperador Haile Selassie, entra en Addis Abeba.
- 1944: el mariscal Zhúkov asume el mando del primer frente ucraniano.
- 1945: en la Conferencia de Chapultepec (México) se acuerda la creación de la Liga de Naciones Americanas. Los 20 estados signatarios se declaran iguales entre sí y se comprometen a respetar la integridad de sus actuales territorios.
- 1946: Winston Churchill habla de la "Guerra Fría" y el "Telón de Acero" en un discurso pronunciado en Fulton, Estados Unidos.
- 1948: Guatemala envía tropas a la zona fronteriza con Belice, ante las que consideran posibles incursiones británicas.
- 1949: reaparece el diario argentino La Prensa tras la resolución de la huelga de tipógrafos.
- 1953: a pesar de las tergiversaciones francesas, Norodom Sihanuk proclama la independencia total de Camboya.
- 1954: en España, el comandante Demetrio Zorita Alonso se convierte en el primer militar de ese país que atraviesa la barrera del sonido.
- 1960: durante el entierro de las víctimas de la explosión de La Coubre (Cuba); el fotógrafo Alberto Korda, toma la famosa fotografía al revolucionario argentino-cubano Ernesto Che Guevara, que sería llamada posteriormente como Guerrillero heroico.
- 1963: en Madrid (España) se inaugura el salón de sorteos del nuevo edificio de la Lotería Nacional.
- 1964: Ecuador y España firman un convenio sobre doble nacionalidad.
- 1965: en Honduras se promulga una nueva Constitución.
- 1965: el pueblo cubano dona 10 000 toneladas de azúcar a Vietnam.
- 1966: en Vietnam ―en el marco de la Invasión estadounidense (en la que Estados Unidos será derrotada en 1973)― se produce una intensificación de los combates.
- 1967: en El Salvador, el coronel Fidel Sánchez Hernández, candidato del partido gubernamental de Conciliación Nacional, es elegido presidente.
- 1970: entra en vigor el Tratado de No Proliferación Nuclear (TNP), tras su aprobación el 12 de junio de 1968.
- 1971: en Palestina, el Consejo Nacional Palestino se adhiere a Yasser Arafat.
- 1975: en Buenos Aires, los montoneros y el Frente Argentino de Liberación liberan al presidente de la Suprema Corte de Justicia, secuestrado el 28 de febrero de 1975, a cambio de la liberación del guerrillero Sergio Schneider.
- 1977: en España, Manuel Fraga es nombrado presidente del partido por el congreso constituyente de Alianza Popular.
- 1977: en Sudáfrica, en el circuito de Kyalami el piloto italiano Renzo Zorzi detiene su Shadow al lado de la pista su auto se incendia y El Gales Tom Pryce Atropella al comisario Jansen Van Vuuren Pryce siguió con el pie derecho en el acelerador y choco con el francés Jacques Laffite los dos murieron
- 1979: la nave no tripulada estadounidense Voyager 1 logra su máxima proximidad a Júpiter.
- 1985: descubrimiento del cuerpo de Enrique Camarena Salazar, agente de la DEA (Drug Enforcement Administration).
- 1985: un incendio devasta las Islas Galápagos.
- 1988: en las Islas Turcas y Caicos se revisa y restaura la Constitución.
- 1991: en Santiago de Chile, el presidente Patricio Aylwin publica un informe sobre las violaciones de los derechos humanos en Chile durante los 16 años de dictadura de Augusto Pinochet.
- 1991: Irak libera a todos los prisioneros que capturó durante la Invasión estadounidense (guerra del Golfo).
- 1991: en Puerto Rico se declara el idioma español como la única lengua oficial de ese país, derogando la cooficialidad con el idioma inglés.
- 1995: en Copenhague se inicia la Cumbre Mundial sobre Desarrollo Social.
- 1998: la NASA anuncia el descubrimiento por parte de la nave Lunar Prospector de agua en forma de hielo, almacenada en cráteres de los dos polos de la Luna.
- 1998: la Cámara de Representantes de Estados Unidos aprueba, por un voto de diferencia, la celebración este año de una consulta de autodeterminación en Puerto Rico, con lo que comienza así el proceso de descolonización de la isla por parte de Estados Unidos.
- 1999: en Bosnia, el español Carlos Westendorp (alto representante de la comunidad internacional), destituye a Nikola Poplašen (presidente de la República Serbia de Bosnia), por sus intentos de desestabilizar el proceso de paz.
- 2000: en Israel, Isaac Herzog (secretario del Gobierno), anuncia oficialmente la retirada del ejército israelí de la banda sur del Líbano.
- 2001: al menos treinta y cinco peregrinos musulmanes mueren aplastados por una avalancha humana cuando celebraban la "lapidación del diablo", la penúltima de las ceremonias que marcan el viaje de peregrinación a La Meca.
- 2003: en Copenhague, la Agencia Mundial Antidopaje (AMA) aprueba un Código Mundial Antidopaje.
- 2004: en Etiopía, un grupo de paleontólogos presenta el hallazgo de seis dientes fósiles de los primeros homínidos en ese país.
- 2005: la península ibérica sufre la mayor ola de frío de los últimos 25 años.
- 2006: en Chile, el edificio Diego Portales, símbolo de la dictadura militar de Augusto Pinochet Ugarte y originalmente llamado UNCTAD III (1972), sufre un voraz incendio a las 16:40 horas, provocando la destrucción del 40 % del inmueble y obligando a cerrar la estación Universidad Católica del Metro de Santiago y la interrupción de la avenida Libertador Bernardo O'Higgins. Actualmente esta construcción tiene por nombre Centro Cultural Gabriela Mistral (GAM), luego de ser reconstruida y reinaugurada el 4 de septiembre de 2010
- 2008: la avioneta de matrícula OB-1266 de Aero Ica se estrella en Nazca, Perú, matando a cinco turistas franceses y dejando herido al piloto.
- 2009: en Estados Unidos, el índice Dow Jones cae a un $INDU de 6626.94, el valor más bajo en décadas. Se considera este el día más crítico de la Crisis económica de 2008-2013.
- 2013: en Venezuela, el vicepresidente Nicolás Maduro asume la presidencia de la República, tras el fallecimiento de Hugo Chávez.
- 2014: el Gobierno de Venezuela rompe relaciones políticas, diplomáticas y nexos comerciales con el Gobierno de Panamá, debido a que este país propuso una reunión en la Organización de Estados Americanos (OEA) para debatir el tema de las protestas que afectan a Venezuela.
- 2020: en España se entrega el 55 Premio Reina Sofía de Pintura y Escultura. Su Majestad la Reina Sofía preside la ceremonia y entrega el premio al ganador en el Centro Cultural Casa de Vacas del Parque del Retiro de Madrid.[2]
- 2020: en España se da la primera muerte por COVID-19.
- 2021: el Banco Central de Venezuela anuncia la emisión de tres nuevas denominaciones monetarias: B$200 mil, B$500 mil y B$1 millón. Esta última, con una equilavencia (a la fecha de su emisión) de 52 centavos de dólar.[3]
- 2022: Tragedia del estadio Corregidora se registra una batalla campal durante un partido de la Primera división de México, siendo uno de los episodios más oscuros en la historia del fútbol mexicano.[4]

## Nacimientos
- 1133: Enrique II, rey inglés entre 1154 y 1189 (f. 1189).
- 1324: David II, rey escocés (f. 1371).
- 1326: Luis I, rey húngaro (f. 1382).
- 1512: Gerardus Mercator, cartógrafo belga (f. 1594).
- 1523: Rodrigo de Castro Osorio, cardenal español (f. 1600).
- 1574: William Oughtred, matemático británico (f. 1660).
- 1585: Juan Jorge I de Sajonia, político y aristócrata sajón (f. 1656).
- 1696: Giovanni Battista Tiepolo, pintor italiano (f. 1770).
- 1723: María de Gran Bretaña, landgravina de Hesse-Kassel (f. 1772).
- 1748: Jonas Carlsson Dryander, botánico sueco (f. 1810).
- 1750: Jean-Baptiste-Gaspard d'Ansse de Villoison, filólogo francés (f. 1805).
- 1750: Francisco de Eguía, militar y político español (f. 1827).
- 1771: Wilhelm Daniel Joseph Koch, botánico, briólogo, pteridólogo y algólogo alemán (f. 1849).
- 1817: José Eusebio Caro, fue un poeta y escritor neogranadino de la generación posterior a la Independencia. (n. 1853).
- 1829: Henner, pintor francés (f. 1905).
- 1830: Étienne Jules Marey, médico, fotógrafo e investigador francés (f. 1904).
- 1832: Mathilde von Rothschild, compositora, mecenas y baronesa alemana (f. 1924).
- 1853: Howard Pyle, escritor e ilustrador estadounidense (f. 1911).
- 1862: Siegbert Tarrasch, ajedrecista prusiano (f. 1934).
- 1870: Rosa Luxemburgo, revolucionaria y pensadora alemana (f. 1919).
- 1870: Frank Norris, novelista estadounidense (f. 1902).
- 1873: Francisco Murguía, militar y político mexicano (f. 1922).
- 1874: Henry Travers, actor británico (f. 1965).
- 1879: William Beveridge, economista británico (f. 1963).
- 1880: Sergei Natanovich Bernstein, matemático soviético (f. 1968).
- 1882: Dora Marsden, escritora británica (f. 1960).
- 1886: Paul Radmilovic, waterpolista británico (f. 1968).
- 1887: Heitor Villa-Lobos, compositor brasileño (f. 1959).
- 1888: Ramón Otero Pedrayo, escritor español (f. 1976).
- 1896: Lotte H. Eisner, crítica de cine estadounidense (f. 1983).
- 1898: Zhou Enlai, político chino (f. 1976).
- 1904: Karl Rahner, teólogo alemán (f. 1984).
- 1904: Pei Wenzhong, paleontólogo y arqueólogo chino (f. 1982).
- 1904: Alexei Kosygin, político soviético (f. 1980).
- 1905: Joaquín Calvo Sotelo, dramaturgo y académico español (f. 1993).
- 1908: Rex Harrison, actor británico (f. 1990).
- 1911: Wolfgang Larrazábal, militar venezolano (f. 2003).
- 1915: Laurent Schwartz, matemático francés (f. 2002).
- 1916: Vicente Marco, periodista español (f. 2008).
- 1918: James Tobin, economista estadounidense, premio nobel de economía en 1981 (f. 2002).
- 1918: Joan-Josep Tharrats, pintor, escultor y escritor español (f. 2001).
- 1920: Juan José Torres, político y militar boliviano (f. 1976).
- 1921: Árpád Fekete, futbolista húngaro (f. 2012).
- 1921: Malisa Zini, actriz argentina (f. 1985).
- 1922: Pier Paolo Pasolini, escritor y cineasta italiano (f. 1975).
- 1923: Oscar Casco, actor argentino (f. 1993).
- 1924: Ken Tyrrell, piloto británico, propietario de un equipo de automovilismo (f. 2001).
- 1927: Jack Cassidy, actor estadounidense (f. 1976).
- 1929: J. B. Lenoir, cantante y guitarrista estadounidense (f. 1967).
- 1930: Jean Tabary, historietista francés (f. 2011).
- 1931: Fred (Fred Othon Aristidès), dibujante francés de cómics (f. 2013).
- 1932: Dina Rot, docente, cantante, pianista y musicóloga argentina (f. 2020).
- 1934: Daniel Kahneman, economista estadounidense, premio nobel de economía en 2002 (f. 2024).
- 1934: James B. Sikking, actor estadounidense (f. 2024).
- 1935: Letizia Battaglia, fotógrafa, fotorreportera y política italiana (f. 2022).
- 1936: Canaan Sodindo Banana, político de Zimbabue, primer presidente de su país (f. 2003).
- 1936: Dean Stockwell, actor de cine y televsión estadounidense (f. 2021).
- 1937: Sal Borgese, actor italiano.
- 1937: Olusegun Obasanjo, político nigeriano, presidente entre 1999 y 2007.
- 1938: Jordi Dauder, actor español (f. 2011).
- 1938: Lynn Margulis, bióloga estadounidense (f. 2011).
- 1938: Rafael Lozano Martínez, violinista, profesor y músico español (f. 2010).
- 1939: Carlos Di Fulvio, cantor, guitarrista y compositor argentino.
- 1939: Samantha Eggar, actriz británica.
- 1940: Dyango, cantante español.
- 1940: Graham McRae, piloto de automovilismo neozelandés (f. 2021).
- 1941: Alain Boublil, libretista tunecino.
- 1941: José María Merino, escritor español.
- 1942: Felipe González, político español, presidente del gobierno entre 1982 y 1996.
- 1942: Mike Resnick, escritor estadounidense (f. 2020).
- 1943:Manuel Ángel Conejero, filólogo español.
- 1943: Lucio Battisti, cantautor y poeta italiano (f. 1998).
- 1946: Richard Bell, músico canadiense (f. 2007).

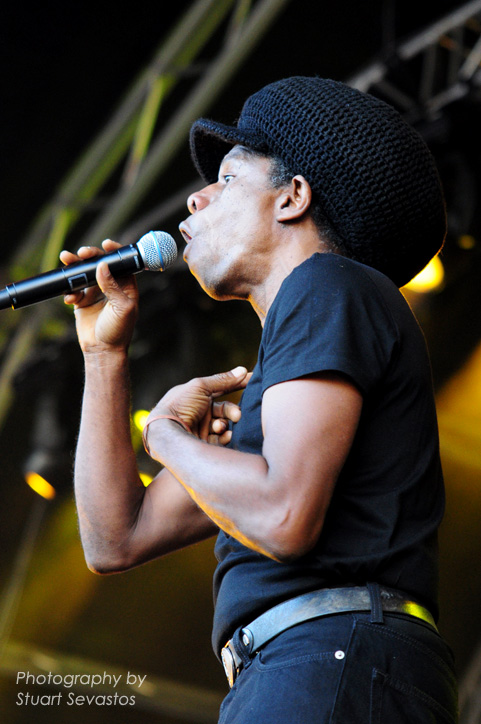
Eddy Grant

- 1948: Anjel Lertxundi, escritor español.
- 1948: Eddy Grant, cantante guyanés.
- 1948: Elaine Paige, actriz de obras musicales y cantante británica.
- 1948: Francisco Rivera, torero español (f. 1984).
- 1948: Jesús de la Rosa Luque, músico español, de la banda Triana (f. 1983).
- 1948: Richard Hickox, director de orquesta y organista británico (f. 2008)
- 1949: Franz Josef Jung, político alemán.
- 1949: Bernard Arnault, empresario francés.
- 1952: Alan Clark, teclista británico.
- 1953: Marcelo Piñeyro, cineasta argentino.
- 1954: João Lourenço, político angoleño, Presidente de Angola desde 2017.
- 1956: Adriana Barraza, actriz mexicana.
- 1956: Teena Marie, cantante estadounidense (f. 2010).
- 1957: César Cigliutti, activista argentino (f. 2020).
- 1957: Dady Brieva, actor, humorista y conductor de televisión argentino.

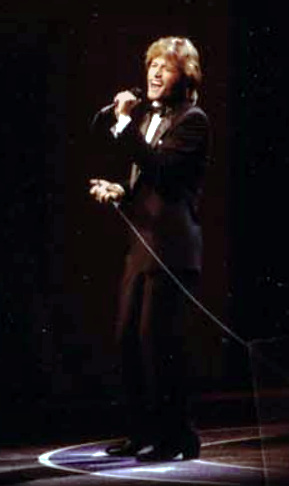
Andy Gibb

- 1958: Andy Gibb, cantante británico (f. 1988).
- 1959: Darío Grandinetti, actor argentino.
- 1959: Adrià Pina, pintor español.
- 1960: David Tibet, músico y poeta británico, de la banda Current 93.
- 1961: Marcelo Peralta, saxofonista, intérprete, profesor, compositor y arreglista argentino (f. 2020).
- 1963: Joel Osteen, telepredicador y escritor estadounidense.
- 1964: Donato De Santis, chef italiano.
- 1964: José Bordalás, Entrenador de Fútbol
- 1965: Jorge Macri, político y empresario argentino.
- 1966: Mario De Clercq, ciclista belga.
- 1967: Ray Loriga, escritor español.
- 1968: Iván Noble, cantante, músico y actor argentino.
- 1970: John Frusciante, músico, compositor y productor estadounidense.
- 1970: Aleksandar Vučić, político serbio, presidente de Serbia desde 2017.
- 1971: Márcio Cruz, futbolista brasileño.
- 1972: Amaya Forch, actriz chilena
- 1972: Luca Turilli, guitarrista italiano, de la banda Rhapsody of Fire.
- 1972: Helga Díaz, actriz colombiana.
- 1973: Juan Eduardo Esnáider, futbolista argentino.

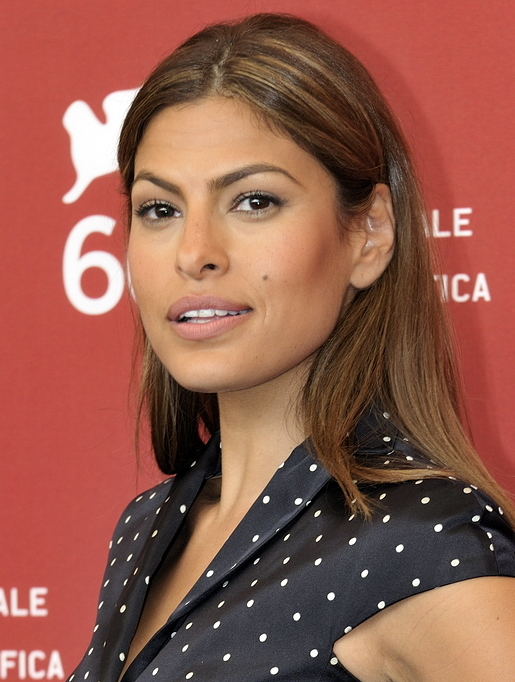
Eva Mendes

- 1974: Eva Mendes, actriz estadounidense.
- 1974: Matt Lucas, comediante y actor británico.
- 1975: Luciano Burti, piloto de automovilismo brasileño.
- 1975: Jolene Blalock, actriz estadounidense.
- 1975: Serguéi Ivanov, ciclista ruso.
- 1976: Šarūnas Jasikevičius, baloncestista lituano.
- 1977: Wally Szczerbiak, baloncestista estadounidense.
- 1978: Daniel Risch, político liechtensteiniano, primer ministro de Liechtenstein desde 2021 hasta 2025.
- 1979: Gemma Araujo, política española.
- 1979: César Sepúlveda, actor chileno.
- 1979: Lars Krogh Jeppesen, balonmanista danés.
- 1979: Rógvi Jacobsen, futbolista feroés.
- 1979: Indra Sahdan Daud, futbolista singapurense.
- 1979: Youssef Mokhtari, futbolista marroquí.
- 1980: Francesca Dani, modelo, diseñadora y fotógrafa italiana.
- 1981: Antonio Fabios Ramírez, futbolista español.
- 1982: Dan Carter, rugbista neozelandés.
- 1985: Charlie Parra, cantautor y guitarrista peruano.
- 1986: Gonzalo Castillejos, futbolista argentino.
- 1986: Mikel Dañobeitia, futbolista español.
- 1987: Anna Chakvetadze, tenista rusa.
- 1987: Fabio Ceravolo, futbolista italiano.
- 1989: Jake Lloyd, actor estadounidense.
- 1989: Nicole Natalino, cantante chilena, integrante de la banda Kudai.
- 1989: Jonathan Cristaldo, futbolista argentino.
- 1989: Sterling Knight, actor estadounidense.
- 1990: Danny Drinkwater, futbolista británico.
- 1991: Ramiro y Rogelio Funes Mori, futbolistas argentinos.
- 1991: Vicky Losada, futbolista española.
- 1992: Macarena Achaga, actriz, modelo, cantante y presentadora argentina.
- 1993: Silvan Widmer, futbolista suizo.
- 1993: Harry Maguire, futbolista británico.
- 1994: Giuseppe Nicolao, futbolista italiano.
- 1995: Daouda Bamba, futbolista marfileño.
- 1995: Pablo Paredes Lapeña, balonmanista español.
- 1996: Kirian Rodríguez, futbolista español.
- 1996: Emmanuel Mudiay, baloncestista congoleño.
- 1996: Taylor Marie Hill, modelo estadounidense.
- 1996: Franco Acosta, futbolista uruguayo (f. 2021).
- 1997: Javier Bustillos, futbolista argentino.
- 1997: Lluis López Mármol, futbolista español.
- 1997: Rodolfo Tito de Moraes, futbolista brasileño.
- 1997: Kevarrius Hayes, baloncestista estadounidense.
- 1998: Asier Azpeitia, baloncestista español.
- 1998: Killian Tillie, baloncestista francés.
- 1998: Merih Demiral, futbolista turco.
- 1998: Anthony Jullien, ciclista francés.

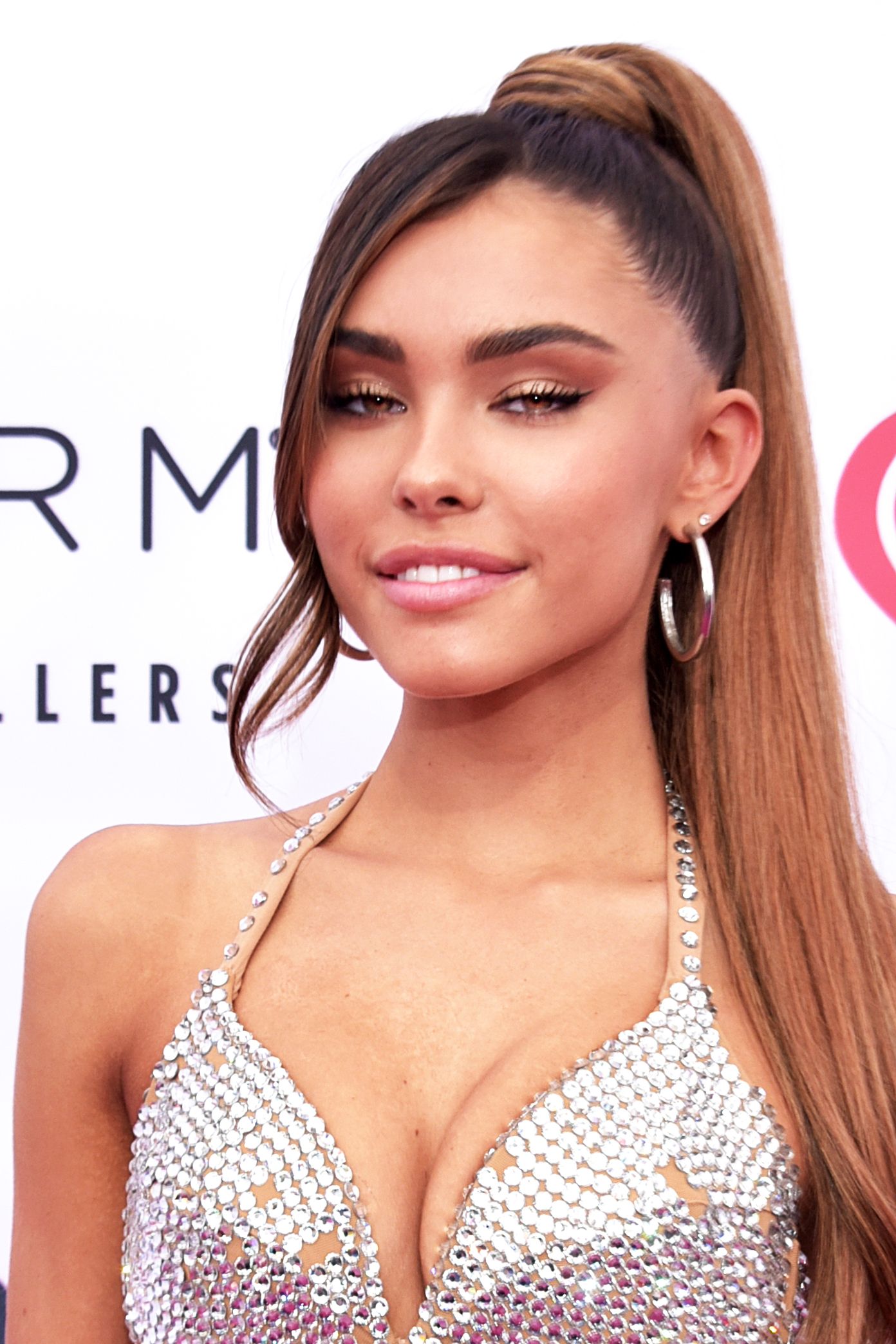
Madison Beer

- 1999: Madison Beer, cantante estadounidense.
- 1999: Yeri, integrante del grupo Red Velvet.
- 1999: Martijn Kaars, futbolista neerlandés.
- 1999: Armando Obispo, futbolista neerlandés.
- 1999: Tailson, futbolista brasileño.
- 1999: Eric López, futbolista estadounidense.
- 1999: Jo Soo-min, actriz surcoreana.
- 1999: Signe Bro, nadadora danesa.
- 1999: Justin Fields, jugador de fútbol americano estadounidense.
- 1999: Morad, rapero español.
- 2000: Anton Eriksson, futbolista sueco.
- 2000: Viktor Popov, futbolista búlgaro.
- 2000: Joël Ayayi, baloncestista francés.
- 2000: Gabby Barrett, cantante estadounidense.
- 2000: Jan Hurtado, futbolista venezolano.
- 2000: Víctor Chust, futbolista español.
- 2000: Francesco Lo Celso, futbolista argentino.
- 2000: Mélanie de Jesus dos Santos, gimnasta artística francesa.
- 2000: Lucas Alarcón, futbolista chileno.
- 2000: Misael Tarón, futbolista argentino.
- 2000: Tomás Cuello, futbolista argentino.
- 2000: Beatrice Chebet, atleta keniana.
- 2000: Li Wenwen, halterófila china.
- 2000: Elvira Herzog, futbolista suiza.
- 2000: Edvin Kurtulus, futbolista sueco.
- 2000: Gabe Brown, baloncestista estadounidense.
- 2000: Dennis Politic, futbolista rumano.
- 2001: Alejandro Bran, futbolista costarricense.
- 2002: Martin Palumbo, futbolista noruego.
- 2003: Nico Serrano, futbolista español.
- 2003: David Torres Ortiz, futbolista español.
- 2003: Kirill Zinovich, futbolista bielorruso.
- 2003: Riola Xhemaili, futbolista suiza.
- 2004: Mario Martín Rielves, futbolista español.
- 2005: Tim Paumgartner, futbolista austriaco.
- 2005: Wesley Gassova, futbolista brasileño.
- 2007: Eugenia de Borbón y Vargas, hija del pretendiente al trono francés Luis Alfonso de Borbón.
- 2007: Roman Griffin Davis, actor británico.

## Fallecimientos
- 254: Lucio I, papa católico entre 253 y 254 (n. ??).
- 1417: Manuel III de Trebisonda, emperador bizantino (n. 1364).
- 1534: Antonio Allegri da Correggio, pintor italiano (n. 1489).
- 1576: Luis de Requesens, marino español, gobernador de Flandes (n. 1528).
- 1618: Juan de Östergötland, príncipe sueco (n. 1589).
- 1622: Ranuccio I Farnesio, aristócrata italiano (n. 1569).
- 1656: Sebastián de Rocafull, matemático e ingeniero militar español (n. 1618).
- 1794: Ramón de la Cruz, escritor y comediógrafo español (n. 1731).
- 1803: María Isidra de Guzmán y de la Cerda, maestra española (n. 1767).
- 1827: Pierre Simon Laplace, matemático francés (n. 1749).
- 1827: Alessandro Volta, físico italiano (n. 1745).
- 1893: Hippolyte Taine, filósofo, crítico e historiador francés (n. 1828).
- 1895: Nikolái Leskov, escritor ruso (n. 1831).
- 1895: Henry Rawlinson, soldado, diplomático y orientalista británico (n. 1810).
- 1908: Andrés S. Viesca, militar mexicano (n. 1827).
- 1916: Valeriano Menéndez Conde y Álvarez, sacerdote y obispo español (n. 1848).
- 1918: Abdón Porte, futbolista uruguayo (n. 1893).
- 1925: Michel Verne, escritor y editor francés (n. 1861).
- 1925: Clément Ader, ingeniero francés  (n. 1841).
- 1933: Juan Gualberto Gómez, patriota y periodista cubano (n. 1854).
- 1947: Alfredo Casella, compositor italiano (n. 1883).
- 1950: Edgar Lee Masters, poeta estadounidense (n. 1868).

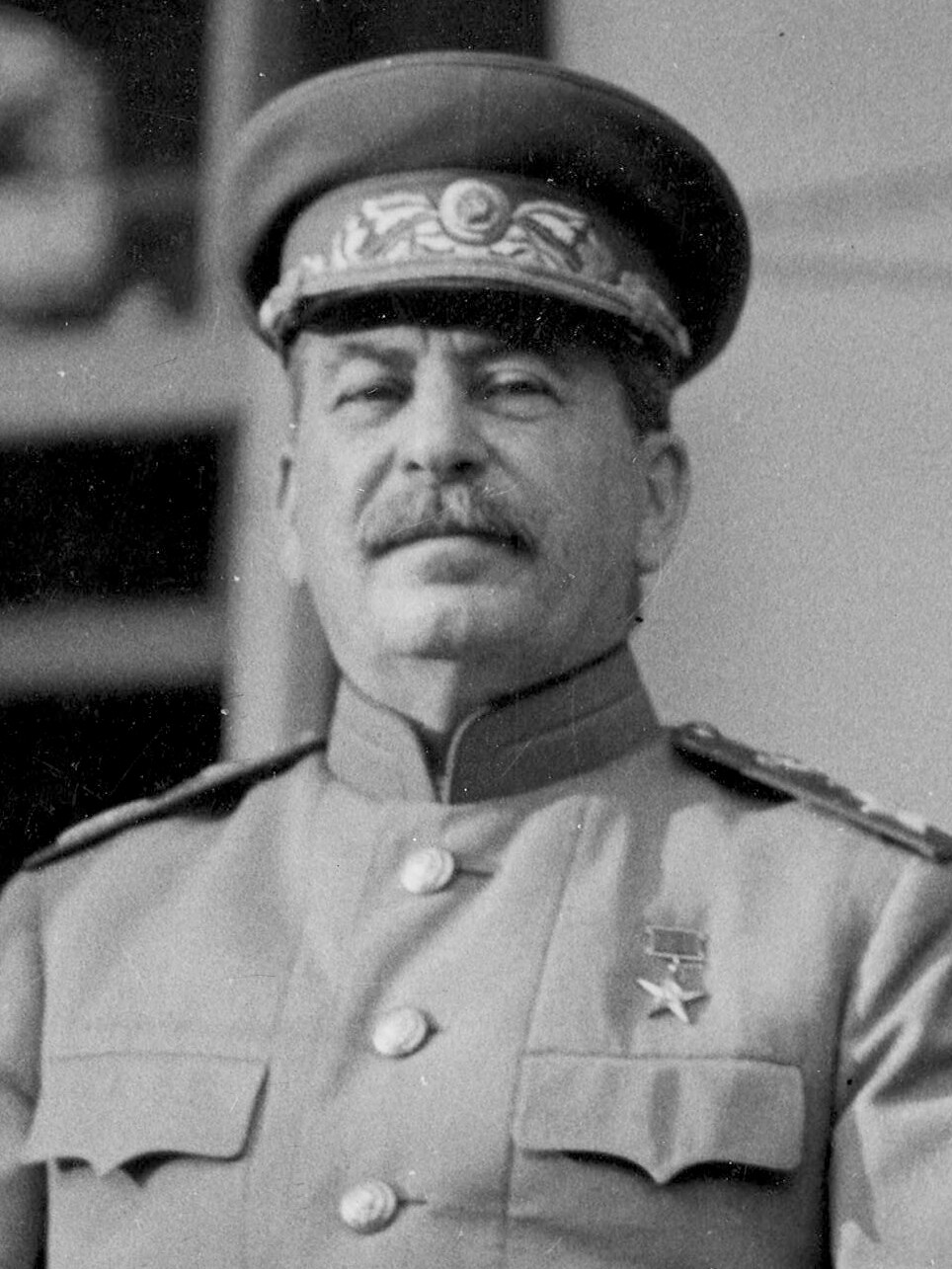
Iósif Stalin

- 1953: Herman J. Mankiewicz, guionista estadounidense (n. 1897).
- 1953: Serguéi Prokófiev, compositor ruso (n. 1891).
- 1953: Iósif Stalin, dictador y asesino soviético entre 1924 y 1953 (n. 1878).
- 1963: Patsy Cline, cantante de música country estadounidense (n. 1932).
- 1963: Hawkshaw Hawkins, músico estadounidense (n. 1921).
- 1964: Federico Peña, abogado y político chileno (n. 1896).
- 1964: Gustavo Salinas, aviador mexicano (n. 1893).
- 1965: Salvador Castaneda Castro, político y militar salvadoreño (n. 1888).
- 1966: Anna Ajmátova, poeta rusa (n. 1889).
- 1967: Mohammad Mosaddeq, político iraní (n. 1882).
- 1977: Tom Pryce piloto británico de automovilismo (n. 1949).
- 1980: Jay Silverheels, actor canadiense (n. 1912).
- 1980: John Earle Raven, filólogo clásico y botánico británico (n. 1914).
- 1981: Yip Harburg, letrista estadounidense, de la canción Over the rainbow (n. 1896).
- 1982: John Belushi, actor estadounidense (n. 1949).
- 1983: Sady Zañartu, escritor chileno (n. 1893).
- 1984: Tito Gobbi, barítono italiano (n. 1915).
- 1984: William Powell, actor estadounidense (n. 1892).
- 1988: Alberto Olmedo, humorista argentino (n. 1933).
- 1991: Steve Calvert, actor estadounidense (n. 1916).
- 1993: Miguel Fernández, poeta español (n. 1931).
- 1993: Cyril Collard, cineasta francés (n. 1957).
- 1996:José Santacruz Londoño, narcotraficante colombiano (n. 1943).
- 1998: Josefina López de Serantes, escritora española (n. 1922).
- 1999: Maurice Jouvet, actor franco-argentino (n. 1923).
- 1999: Richard Kiley, actor estadounidense (n. 1922).
- 2000: Lolo Ferrari, actriz porno francesa (n. 1963).
- 2001: Franz De Mulder, ciclista belga (n. 1937).
- 2003: Reynaldo Alturria, militar argentino (n. 1913).
- 2003: Walter Pintos Risso, arquitecto uruguayo (n. 1906).
- 2004: Juan Castro, periodista argentino (n. 1971).
- 2004: Joan Riudavets, supercentenario español (n. 1889).
- 2005: Mario Massouh Elmir, periodista y activista político argentino (n. 1930).
- 2010: Philip Langridge, tenor británico (n. 1939).
- 2011: Alberto Granado, científico y escritor argentino, compañero de Ernesto "Che" Guevara en su travesía hacia la Revolución cubana (n. 1922).
- 2011: Lina Ron, líder social venezolana (n. 1959).
- 2012: Joaquim Muntañola, historietista español (n. 1918).
- 2012: Robert B. Sherman, cantautor estadounidense (n. 1925).

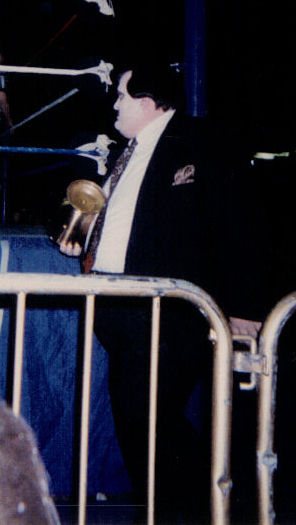
Paul Bearer

- 2013: Hugo Chávez, político, militar y presidente venezolano entre 1999 y 2013 (n. 1954).
- 2013: Paul Bearer, mánager de lucha libre profesional (n. 1954).
- 2014: Leopoldo María Panero, escritor español (n. 1948).
- 2014: Luis Villoro, filósofo, profesor y diplomático mexicano de origen español (n. 1922).
- 2015: Edward Egan, cardenal estadounidense (n. 1932).
- 2016: Ray Tomlinson, programador estadounidense, implementó el correo electrónico (n. 1941).
- 2016: Antoni Asunción, político y empresario español (n. 1951).
- 2017: Kurt Moll, cantante de ópera alemán con voz de bajo (n. 1938).
- 2017: Abril Campillo, actriz y cantante mexicana (n. 1958),
- 2017: Tony Flores, actor y comediante mexicano (n. 1949).
- 2018: Trevor Baylis, nadador e inventor inglés (n. 1928).
- 2019: Manuel Vilanova, escritor y poeta gallego (n. 1944).
- 2019: Jacques Loussier, pianista y compositor francés (n. 1934).
- 2022: Patricio Renán, cantante chileno (n. 1945).
- 2023: Gary Rossington, compositor, guitarrista y solista estadounidense (n. 1951).

## Celebraciones
- Día Mundial de la Eficiencia Energética.[5]
Esta fecha conmemora la primera Conferencia Internacional de Eficiencia Energética que se realizó en Austria en 1998.

- Día Mundial del Trastorno de Identidad Disociativo (TID),[6]antes conocido como Personalidad Múltiple.
Este día busca concientizar y promover la comprensión de esta afección psicológica.

- Día Internacional de la Abstinencia Digital.[7]

Compartidas
- Naciones Unidas:
  - Día Internacional para Concientizar sobre el Desarme y la No Proliferación.[8]

- Unión Europea: 
  - Día del Topógrafo Europeo y la Geoinformación.

Por países
(Por orden alfabético)
- Argentina:
  - Día Nacional del Gas.[9][10]
  - Día del Motociclista Argentino.[11]
En honor al aniversario del nacimiento de José Luis Carlessi Manzanares, conocido como “el Conde Javornovich”, una de las primeras personas que llevó repuestos de motos a talleres mecánicos de prácticamente toda Argentina.

- Azerbaiyán:
  - Día de la Cultura Física y Deporte.

- China:
  - Día de Lei Feng.[12]

- España:
  - Zaragoza: Cincomarzada.

- Vanuatu: 
  - Día de los Jefes.[13]

- Venezuela: 
  - Día del Campesino Venezolano.
Esta fecha conmemora la aprobación de la Ley de Reforma Agraria en 1960, durante el gobierno de Rómulo Betancourt.

### Santoral católico

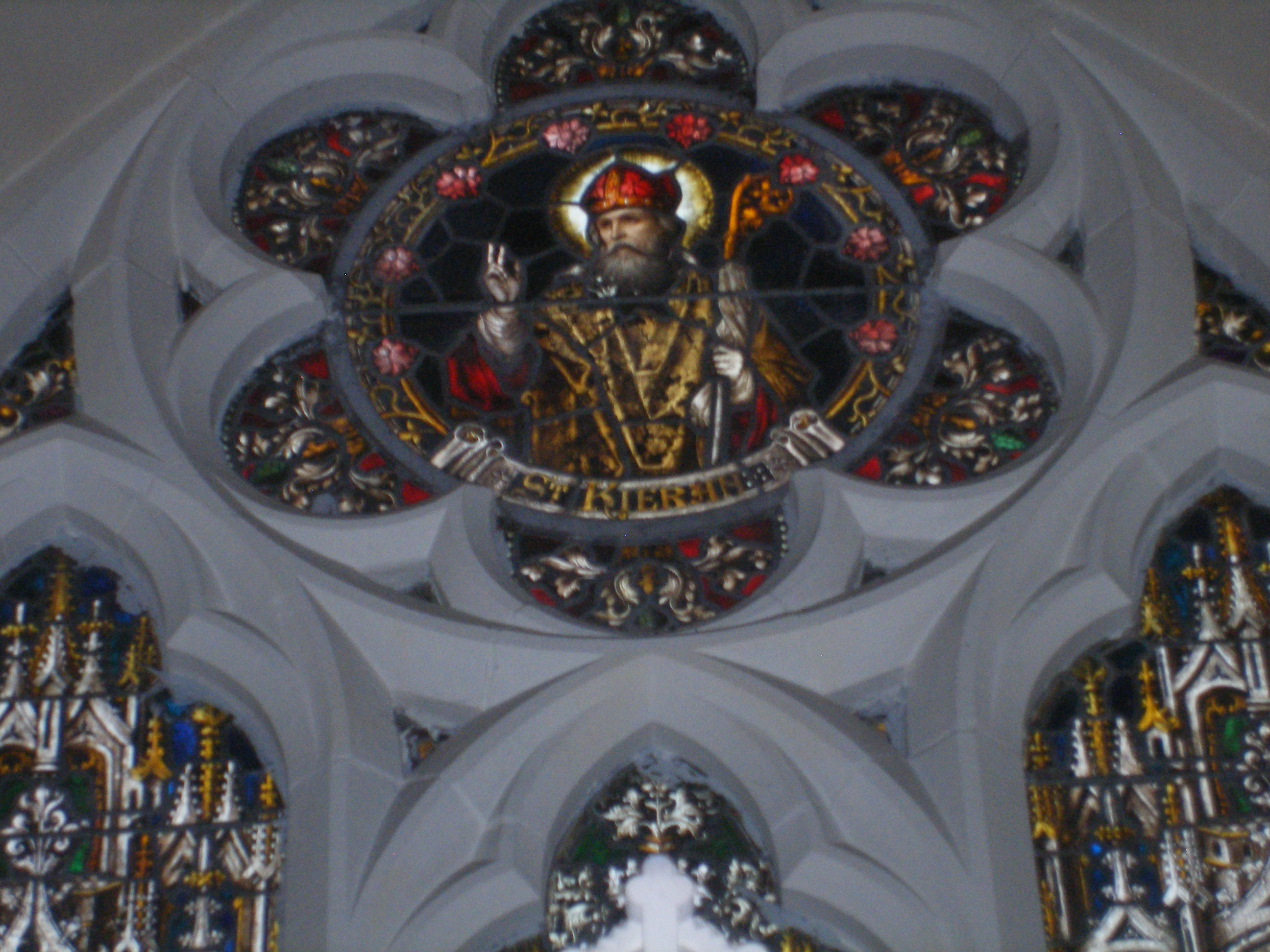
Vitral que representa a San Kieran.

- San Teófilo de Cesarea, obispo (f. 195).
- San Conón de Pamfilia, mártir (f. c. 250).
- San Lucio I, papa (f. 254).
- San Foca de Sinope, mártir (c. s. IV).
- San Adriano de Cesarea, mártir (f. 309).
- San Gerásimo de Palestina, anacoreta (f. 475).
- San Kierano de Sahigir, obispo y abad (f. 530). (imagen ilustrativa).
- San Virgilio de Arlés, obispo (f. c. 618).
- Beato Cristóbal Macassoli, presbítero (f. 1485).
- Beato Jeremías de Valaquia Kostistik, religioso (f. 1625).
- San Juan José de la Cruz, presbítero.

Por países
(Por orden alfabético)
- Reino Unido: 
  - Cornualles: Día de San Piran, o la Fiesta de San Piran.

- Venezuela: 
  - Día de Maracay.
Elevación a parroquia eclesiástica de la ciudad de Maracay, Estado Aragua.